# 回龙镇 (自贡市)
回龙镇，是中华人民共和国四川省自贡市大安区下辖的一个乡镇级行政单位。

## 行政区划
回龙镇下辖以下地区：
回龙场社区、红艳村、狮子村、优胜村、关帝村、枇粑村、庆华村、大同村、红珠村、大冲村、群英村、双柏村、玛瑙村、周祠村、大丰村、火炬村、古井村和雄丰村。